# MGM-31C Pershing II
Pershing II Система зброї — твердопаливна двоступенева балістична ракета середньої дальності, розроблена та виготовлена Martin Marietta для заміни польової артилерійської ракетної системи Pershing 1a як основної ядерної ракети армії США зброї театрального рівня. Армія США замінила Pershing 1a на Pershing II у 1983 році, тоді як ВПС Німеччини зберегли Pershing 1a, поки всі Першинги не були ліквідовані в 1991 році. Ракетне командування армії США (MICOM) керувало розробкою та вдосконаленням, тоді як відділення польової артилерії розгортало системи та розробляло тактичну доктрину.

## Розробка
Розробка оновленого Pershing почалася в 1973 році. Pershing 1a мав боєголовку потужністю 400 кт, яка була значно перевищена для тактичної ролі швидкого реагування (QRA), яку виконувала система зброї. Однак зменшення потужності боєголовки вимагало значного підвищення точності, щоб відповідати здатності Pershing 1a вбивати важкі цілі, такі як командні бункери. Контракт був підписаний Мартіном Марієттою в 1975 році, а перші запуски розробки відбулися в 1977 році. Pershing II мав використовувати нову боєголовку W85 із змінною потужністю від 5 до 80 кт або боєголовку W86, ядерний бункерний руйнівник. Боєголовка була розміщена в маневреному боєприпасі (MARV) з активним радіолокаційним наведенням і використовувала існуючі ракетні двигуни. Запити Ізраїлю на купівлю нового Pershing II були відхилені в 1975 році.
Радянський Союз почав розгортання RSD-10 Pioneer (позначення НАТО SS-20 Sabre) у 1976 році. Оскільки перша версія RSD-10 мала дальність 4300 км і двома боєголовками, вимоги Pershing II були змінені, щоб збільшити радіус дії до 1400 км, що дає можливість досягти цілей на сході України, Білорусі чи Литви. НАТО прийняло двостороннє рішення розгорнути як «Першинг» середньої дальності, так і більшу дальність, але повільнішу крилату ракету наземного базування (GLCM) BGM-109G, щоб вражати потенційні цілі далі на схід. Pershing II з двигунами більшого радіусу дії спочатку називався Pershing II Extended Range (PIIXR), а потім повернувся до Pershing II.
У 1980 році були скасовані і здатність до твердих цілей, і ядерна боєголовка W86, і всі серійні ракети Pershing II мали W85.  Концепція боєголовки, яка використовує пенетратори кінетичної енергії для контраеродромних операцій, так і не здійснилася.

## Система

### Технічні дані
| Ракетна секція               | Довжина              | Діаметр макс      | Діаметр мін        | Вага                     |
| ---------------------------- | -------------------- | ----------------- | ------------------ | ------------------------ |
| Перший ступінь               | 144,74 дюйм (3,7 м)  | 40 дюйм (1,0 м)   | —                  | 9 156 фунт (4 153,1 кг)  |
| Другий ступінь               | 97,3 дюйм (2,5 м)    | 40 дюйм (1,0 м)   | —                  | 5 802 фунт (2 631,7 кг)  |
| Вузол керування та керування | 61,51 дюйм (1,6 м)   | 40 дюйм (1,0 м)   | 27,75 дюйм (0,7 м) | 669 фунт (303,5 кг)      |
| Розділ БЧ                    | 64,25 дюйм (1,6 м)   | 27,7 дюйм (0,7 м) | 20 дюйм (0,5 м)    | 591 фунт (268,1 кг)      |
| Розділ радіолокації          | 49,75 дюйм (1,3 м)   | 20 дюйм (0,5 м)   | 0 дюйм (0,0 м)     | 233 фунт (105,7 кг)      |
| Ракета всього                | 417,55 дюйм (10,6 м) | 40 дюйм (1,0 м)   | 0 дюйм (0,0 м)     | 16 451 фунт (7 462,0 кг) |

| 1. Стріли: підтримка ракетної люльки під час зведення та повторного захоплення ракети. 2. Підставка для ракети: підтримує ракету під час транспортування, монтажу та повторного захоплення ракети. 3. Сегменти стопорного кільця: використовуються для утримання ракети в опорі під час транспортування. 4. Кришка піддону EL: захищає секції радара та боєголовки під час подорожі. 5. Піддон EL: Платформа, яка використовується для транспортування та сполучення секції боєголовки та секції радара. 6. Робоча платформа: Робоча зона для з’єднання секцій спускаємося на стовбур. 7. Наземний інтегрований електронний блок (GIEU): складається з вузла керування пуском (LCA) і вузла керування потужністю (PCA) із захисними дверцятами. 8. Гідравлічна панель керування: містить елементи керування та індикатори гідравлічної функції системи. 9. Механізм розблокування: розблоковує азимутальне кільце, дозволяючи повторне захоплення ракети. 10. Вузол розблокування: фіксує азимутальне кільце у вертикальному (вогненному) положенні. 11. Азимутальне кільце в зборі: складається з пускової платформи, дефлектора вибуху та кільця для сполучення ракети. 12. Джерело живлення EL: забезпечує 28 В живлення постійного струму на EL. 13. Джерело живлення ракети: забезпечує 28 V живлення постійного струму для ракети. 14. Передній домкрат: використовується для підйому, опускання та вирівнювання передньої частини EL. 15. Шасі: підтримує передню частину EL, коли EL від’єднаний від трактора і не підтримується домкратами. 16. Бак для гідравлічного масла: резервуар без тиску для гідравлічного масла. 17. Захисні чохли: захист G&C/A та радара. 18. Задні домкрати: використовуються для підняття, опускання та вирівнювання задньої частини EL. |

## Ракета
| 1. Розділ радіолокації 2. Розділ БЧ 3. Секція наведення та управління з адаптером 4. Другий ступінь 5. Перший ступінь |

### Двигуни
Нові ракетні двигуни були виготовлені Геркулесом: щоб мінімізувати вагу планера, корпуси ракет були виготовлені з кевлару з алюмінієвими кільцями кріплення. Кабельну щоглу Pershing 1a було замінено на трубу, прикріплену до кожного двигуна, яка містила два кабелі: внутрішні кабелі, з’єднані від двигуна до двигуна та до G&C: кормовий кінець першого ступеня мав дві хвостові заглушки, які з’єднувалися з GIEU. 
| 1. Кормова спідниця в зборі: циліндричний алюмінієвий вузол, який містить задні точки підйому, систему керування лопатками (VCS), систему керування соплами (NCS), кормове кільце кріплення та кабелі. 2. Рухоме сопло: спрямовує тягу, створювану ракетним двигуном під час роботи першого ступеня: сопло забезпечує керування по куту та відхиленню під час польоту з двигуном першого ступеня. 3. Система керування соплом (NCS): контролює рух сопла та передає дані про положення сопла до бортового комп’ютера Pershing (PAC). 4. Блок ракетного двигуна: циліндричний вузол, намотаний ниткою, який містить передні точки підйому, тверде паливо та систему запалювання першого ступеня: блок ракетного двигуна також служить зовнішньою поверхнею передньої частини першого ступеня. 5. Система запалювання першого ступеня: забезпечує електричне запалювання ракетного двигуна першого ступеня та запобігає ненавмисному запуску: система запалювання містить запальник, безпечний пристрій (S&A), ініціатори, блок високої енергії, що синхронізується (CHEFU), і кабелі високої напруги. 6. Кільце переднього кріплення: дозволяє з’єднувати перший ступінь з другим. 7. Передня точка підйому: дві точки підйому дозволяють прикріпити підйомну балку першого ступеня, щоб можна було підняти та перемістити перший ступінь. 8. Збірка кришки кабелепроводу: Зовнішня кришка, яка направляє кабелі від вузла задньої спідниці уздовж зовнішньої частини вузла ракетного двигуна до внутрішньої передньої спідниці. 9. Роз’єми хвостових штекерів: забезпечують електричний інтерфейс між ракетою та наземним інтегрованим електронним блоком (GIEU) на EL. 10. Система керування лопатками (VCS): керує рухом двох рухомих ребер і передає дані про положення ребер до PAC. 11. Рухомий кіль: Два рухомих ласта, розташовані навпроти один одного на задній спідниці першого ступеня: ласти забезпечують контроль крену під час польоту з двигуном першого ступеня. 12. Задня точка підйому: дві точки підйому дозволяють прикріпити підйомну балку першого ступеня, щоб можна було підняти та перемістити перший ступінь. 13. Фіксований ласт: Два фіксованих ласта, розташовані навпроти один одного на задній частині першого ступеня: ласти забезпечують стабільність під час польоту з двигуном першого ступеня. 14. Заднє кріпильне кільце: дозволяє з’єднати перший ступінь із вузлом азимутального кільця на EL. |

### Взривний апарат
Конструкційно та функціонально спускова машина була поділена на три секції: радіолокаційну (RS), бойову частину (WHS) і систему наведення та керування (G&C/A).

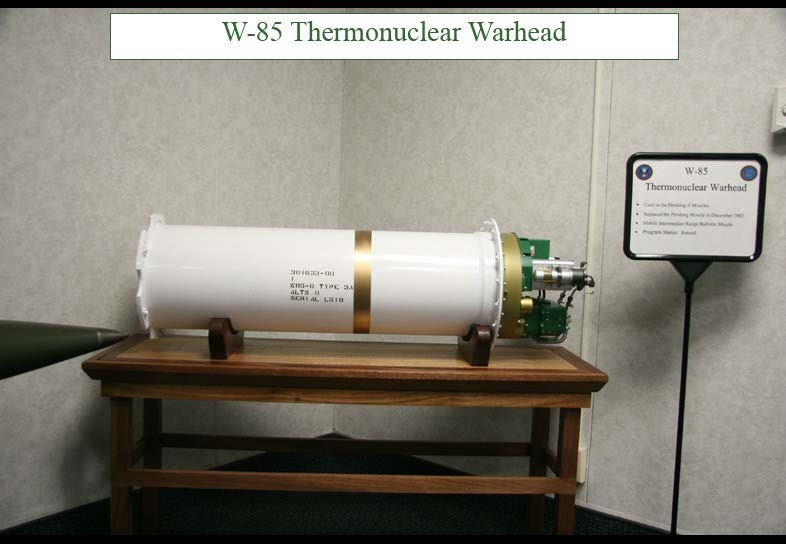
Термоядерна боєголовка W85

Секція бойової частини містила боєголовку W85, блок гіроскопа швидкості та кабелі, які проходили від секції G&C до RS.

## Розгортання
12 грудня 1979 року військове командування НАТО вирішило розгорнути 572 нові ядерні ракети в Західній Європі: 108 ракет Pershing II і 464 крилаті ракети наземного базування. З крилатих ракет 160 мали бути розміщені в Англії, 96 — у Західній Німеччині, 112 — в Італії (на Сицилії), 48 — у Нідерландах і 48 — у Бельгії. Усі 108 ракет Pershing II повинні були бути розміщені в Західній Німеччині замість поточних ракет Pershing 1a. Німецькі ВПС планували замінити свої 72 ракети Pershing 1a на Pershing 1b малої дальності, але цього так і не відбулося.

## Протести

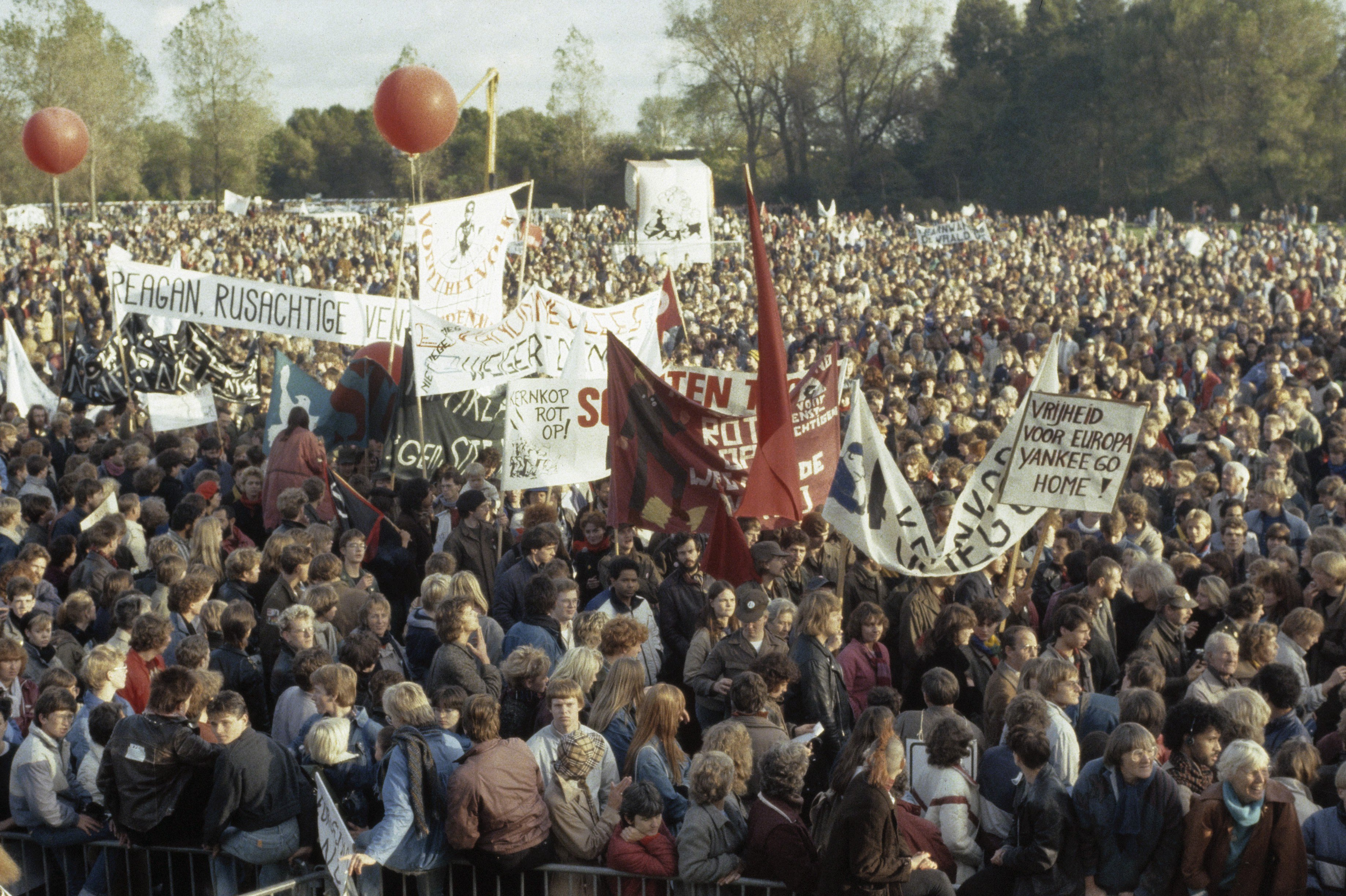
Протест проти розміщення ракет Pershing II, Гаага, Нідерланди, 1983 рік

Розгортання ракет Pershing II і GLCM стало причиною значних протестів у Європі та США, багато з яких організувала Кампанія за ядерне роззброєння.
Протести проти ядерної ракети малої дальності MGM-52 Lance почалися в липні 1981 року в Енгстінгені, Західна Німеччина. У жовтні 1981 року 300 000 протестувальників зібралися в Бонні. Європейське ядерне роззброєння розпочало кампанію ядерного роззброєння в 1982 році. Жіночий табір Сенека за майбутнє миру та справедливості був створений у 1983 році, щоб протестувати проти розгортання. У 1983 році протестувальники звернулися до суду, щоб зупинити розгортання Pershing II як порушення статті 26(1) Основного закону Федеративної Республіки Німеччини, яка забороняла Західній Німеччині готуватися до наступальної війни. Федеральний конституційний суд відхилив ці вимоги. Знову в Бонні в жовтні 1983 року близько 500 000 людей протестували проти розгортання, і живий ланцюг був утворений від штабу армії США в Штутгарті до воріт казарм Вайлі в Ной-Ульмі, місця розташування одного з батальйонів Першинг. Через доступність протести були зосереджені на території зберігання ракет Мутланген з Великодня 1983 року до підписання Договору про ліквідацію ракет середньої і меншої дальності в 1987 році. Командування 56-ї польової артилерії тісно співпрацювало з місцевою поліцією, щоб забезпечити мирну взаємодію протестувальників із солдатами США.
Проти розгортання активно виступав рух «Орахи». 14 липня 1983 року активісти Plowshare проникли на завод Avco у Вілмінгтоні, штат Массачусетс, і пошкодили обладнання, пов’язане з ракетами Pershing II і MX. 4 грудня 1983 року четверо активістів Plowshare прорізали паркан у Швебіш-Гмюнді та пошкодили вантажівку. 22 квітня 1984 року вісім активістів Plowshare проникли на аерокосмічний завод Martin Marietta в Орландо, штат Флорида, де пошкодили компоненти Pershing II і ракетну установку Patriot, а також облили обладнання власною кров’ю. 12 грудня 1986 року четверо активістів Plowshare увійшли до зони зберігання ракет (MSA) у Швебіш-Гмюнді, Західна Німеччина, пошкодили тягач пускової установки Pershing II і вивісили банер над вантажівкою.

## Елімінація

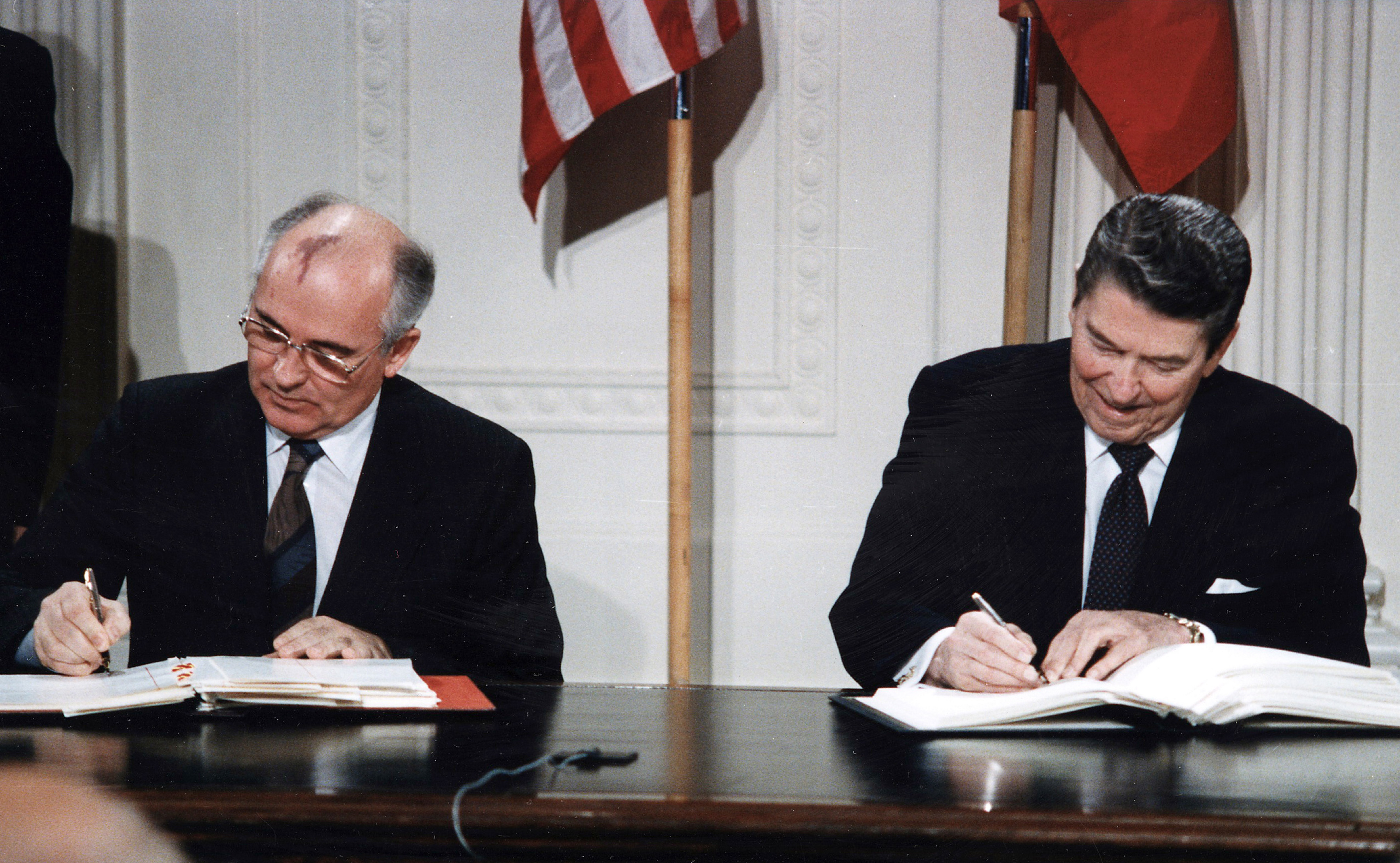
Радянський генеральний секретар Горбачов і президент США Рейган підписують Договір про РСМД 8 грудня 1987 року.

Системи Першинг були ліквідовані після ратифікації Договору про ліквідацію ракет середньої і меншої дальності 27 травня 1988 року. Ракети почали виводити в жовтні 1988 року, і останні ракети були знищені статичним спалюванням їхніх двигунів і згодом розбиті в травні 1991 року на заводі патронів Longhorn Army Ammunition Plant біля озера Каддо, штат Техас. Незважаючи на те, що договір не підпадав під дію договору, Західна Німеччина в 1991 році в односторонньому порядку погодилася вилучити ракети Pershing 1a зі свого інвентарю, і ракети були знищені в Сполучених Штатах.

## Дивись також
- Operational Fires
- Балістична ракета середньої дальності
- Договір про ліквідацію ракет середньої та малої дальності